# بيسكو

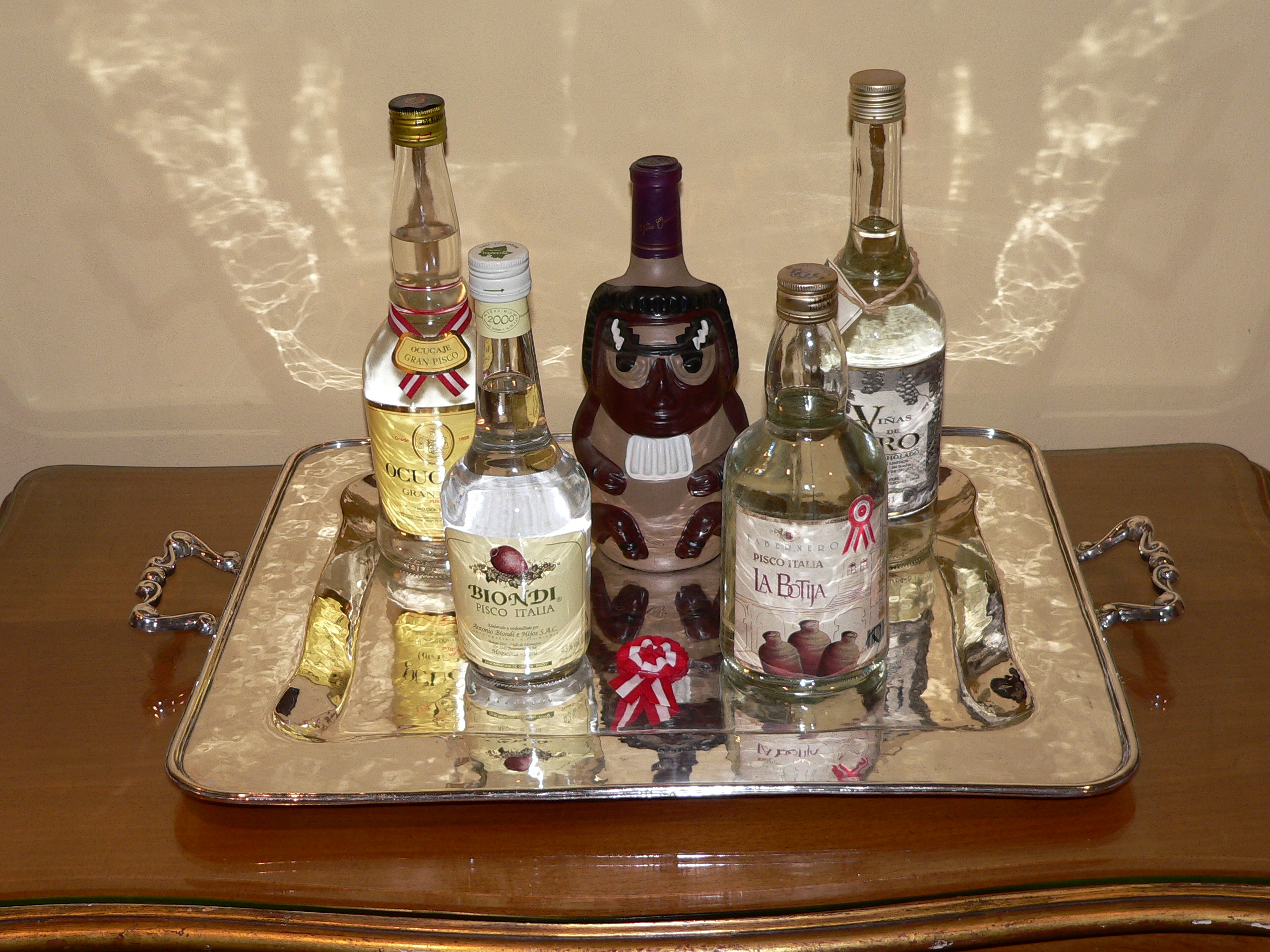

بيسكو (بالإسبانية: Pisco)‏ براندي عديم اللون أو مصفر مائل للون الكهرماني، ينتج في مناطق صناعة النبيذ في بيرو وتشيلي.

## وصلات خارجية
- Pisco information, Peru
- Pisco: A Peruvian Tradition of Excellence, Peruvian Business Association of Vancouver
- Pisco Sour: Served in the traditional way
- Pisco Chile نسخة محفوظة 17 يونيو 2020 على موقع واي باك مشين.